# Kožuchov
Kožuchov – wieś (obec) na Słowacji położona w kraju koszyckim, w powiecie Trebišov. Pierwsze wzmianki o miejscowości pochodzą z 1330 roku. 
Według danych z dnia 31 grudnia 2012 roku, wieś zamieszkiwało 210 osób, w tym 104 kobiety i 106 mężczyzn.
W 2001 roku pod względem narodowości i przynależności etnicznej 97,96% mieszkańców stanowili Słowacy, a 0,41% Węgrzy.
Ze względu na wyznawaną religię struktura mieszkańców kształtowała się w 2001 roku następująco:
- Kościół łaciński – 26,53%
- Grekokatolicy – 44,08%
- Ewangelicy – 0,41%
- Ateiści – 0,41%
- Nie podano – 0,82%